# Intelligent Platform Management Interface
IPMI (от англ. Intelligent Platform Management Interface) — интеллектуальный интерфейс управления платформой, предназначенный для автономного мониторинга и управления функциями, встроенными непосредственно в аппаратное и микропрограммное обеспечения серверных платформ. Ключевые характеристики IPMI — мониторинг, восстановление функций управления, журналирование и инвентаризация, которые доступны независимо от процессора, BIOS'a и операционной системы. Функции управления платформой могут быть доступны, даже если система находится в выключенном состоянии.
Возможности интеллектуального управления платформой — ключевой компонент обеспечения управления системами с высокой степенью готовности на предприятии.
Первая спецификация интерфейса представлена 16 сентября 1998 года совместно корпорациями Intel, Dell, NEC и Hewlett-Packard; 
текущая версия интерфейса 2.0 объявлена 2 декабря 2004 года и описывается в документе Intelligent Platform Management Interface Specification Second Generation[≡]. Использовать следует документ с поправками[≡].
Сжатое введение в технологию можно прочитать в статье из Dell Power Solutions[≡] или на сайте ETegro[≡].

## Версии спецификации
- 1.0 (RS232)
- 1.5 (RS232, LAN)
- 2.0 (LAN, blade-системы)

IPMI 2.0 является текущей версией спецификации. Это расширение версии 1.5 с исправлением существующих ошибок и добавлением возможности делать ранее недоступное (особенно в режиме доступа in-band).

## Возможности
- Мониторинг таких параметров, как температура, напряжение, скорость вращения вентиляторов, состояние источников питания, наличие ошибок шины, физическая безопасность системы.
- Автоматически или вручную локально и удаленно инициируемые: включение/выключение и перезагрузка системы.
- Фиксирование аномальных или выходящих из допустимого диапазона состояний для последующего исследования и предупреждения.
- Предоставляет информацию, которая помогает идентифицировать вышедшее из строя устройство.
- Функции управления системой могут быть доступны даже в выключенном состоянии.

## Реализация
Спецификация не определяет жестко аппаратную реализацию IPMI-устройства.
Модуль управления может быть выполнен в форм-факторе 200 pin SO-DIMM модуля или проприетарном дизайне, устанавливаемого в серверную материнскую плату. Дополнительно на модуль могут быть установлены чип, содержащий операционную систему, и чип оперативной памяти.
Известны реализации IPMI на ряде микроконтроллеров, в том числе Texas Instruments MSP430.
В последнее время нашли распространение недорогие интегрированные IPMI BMC на базе SoC, реализующие поверх «обычного» baseboard management controller функциональность сервисного процессора (например, IP KVM или «проброс» удалённых носителей информации).

## Сетевой интерфейс
Если модуль не имеет собственного сетевого разъёма (для т. н. доступа out-of-band), то для доступа к модулю из локальной сети совместно используется сетевой интерфейс материнской платы (in-band). Если материнская плата имеет несколько сетевых карт, то используется первый интерфейс.

## Ключевые слова
Эти термины могут пригодиться при изучении тематики IPMI, а также заслуживают отдельного рассмотрения:
- BMC: Baseboard Management Controller
- SP: Service Processor
- IPMB: Intelligent Platform Management Bus, основана на использовании двух (с целью резервирования) шин I²C
- ICMB: Intelligent Chassis Management Bus
- IPMC: Intelligent Platform Management Controller
- CMM: Chassis Management Module
- SoL: Serial over LAN
- SEL: System Event Log
- SDR: Sensor Data Record
- FRU SEEPROM: Field Replaceable Unit Serial Electrically Eraseable Programmable ROM
- PEF: Platform Event Filtering
- AMT: Active Management Technology
- SMASH: Systems Management Architecture for Server Hardware
- FreeIPMI: GNU Software для управления IPMI

## Взаимодействие с другими стандартами
IPMI используется:
- платформой AdvancedTCA/MicroTCA
- инициативой Intel AMT
- платформой IBM Блейд-сервер
- платформой CompactPCI (PICMG 2.9)
- платформой AXIe
- как низкоуровневый интероперабельный «слой» в собственных реализациях карт удаленного управления (Remote Management Card) различных поставщиков (HP iLO (Integrated_Lights-Out), Dell DRAC и др.)